# Свистун (река)
Свисту́н — река в России, протекает по Оренбургской области. Устье реки находится в 5 км по левому берегу реки Мусогатка. Длина реки составляет 16 км.

## Данные водного реестра
По данным государственного водного реестра России, Свистун относится к Уральскому бассейновому округу, водохозяйственный участок реки — Урал от Ириклинского гидроузла до города Орск. Речной бассейн реки — Урал (российская часть бассейна).
Код объекта в государственном водном реестре — 12010000412112200003253.